# Mariona Fernández
Maria Fernández Palou (Torelló, 1964) es una escritora en lengua catalana, comisaria artística, crítica de arte y promotora cultural española.

## Biografía
A los 18 años se fue a vivir a Barcelona, donde se formó como bibliotecaria en la Universidad de Barcelona.
Trabajó en la Fundación Miró. Fue coordinadora del Festival Primavera Fotográfica de Barcelona, entre 1987 y 1998, mientras se dedicaba a la producción de exposiciones en el Arts Santa Mònica de Barcelona. Entre 2003 y 2007 fue Técnica de artes visuales en el Centro de Documentación del Área de Artes Visuales de la Generalidad de Cataluña. De 2008 a 2010 dirigió el Festival de Fotografía de Tarragona (SCAN).
Desde 2010 es la impulsora, junto con Josep Maria Fontserè, del proyecto Talleres islados, de estancias y talleres culturales en Menorca.
Fue pareja del director teatral Jordi Mesalles, muerto en 2005.

## Obra
- Hermosa, el capità i les nines russes. Barcelona: Edicions Saldonar, 2010 ISBN 9788493780005